# Wathlingen
Wathlingen là một đô thị ở huyện huyện Celle, trong bang Niedersachsen, nước Đức. Đô thị Wathlingen có diện tích 17,68 km². Dân số thời điểm cuối năm 2006 là 6348 người. Wathlingen có cự ly khoảng 10 km về phía đông nam của Celle.
Wathlingen là thủ phủ của Samtgemeinde ("đô thị tập thể") Wathlingen.